# The Wonderful Story of Henry Sugar
The Wonderful Story of Henry Sugar is een Amerikaanse korte anthologiefilm uit 2023, geregisseerd en geschreven door Wes Anderson, gebaseerd op een kort verhaal uit het boek The Wonderful Story of Henry Sugar and Six More van Roald Dahl uit 1977.

## Verhaal
De korte film is opgedeeld in vier delen en bouwt voort op het hoofdverhaal van Henry Sugar, dat bekend staat als een van Roald Dahl's donkerdere en meest sinistere verhalen. De acteurs spelen in elk hoofdstuk een verscheidenheid aan personages.

## Rolverdeling
| Acteur               | Personage   |
| -------------------- | ----------- |
| Benedict Cumberbatch | Henry Sugar |
| Ralph Fiennes        | Roald Dahl  |
| Dev Patel            |             |
| Ben Kingsley         |             |
| Rupert Friend        |             |
| Richard Ayoade       |             |

## Productie
In september 2021 kocht Netflix de filmrechten op de complete Roald Dahl-werken voor £ 500 miljoen. In januari 2022 werd aangekondigd dat Wes Anderson de film The Wonderful Story of Henry Sugar zou regisseren en dat Benedict Cumberbatch de hoofdrol zou spelen, met Ralph Fiennes, Dev Patel en Ben Kingsley bij de cast. Rupert Friend en Richard Ayoade werden later aan de cast toegevoegd.
Voor regisseur Wes Anderson is het de eerste samenwerking met Netflix en zijn tweede Dahl-adaptatie, na Fantastic Mr. Fox uit 2009. Jarenlang wilde Anderson al "Henry Sugar" doen maar kon niet echt de manier waarop vinden en tegen de tijd dat hij er klaar voor was, had de familie Dahl de rechten aan Netflix verkocht. Het is geen speelfilm, maar omdat het een film van 37 minuten is, was Netflix de perfecte plek om deze verfilming te tonen.

### Release
The Wonderful Story of Henry Sugar ging op 1 september 2023 in première buiten competitie op het Filmfestival van Venetië en is vanaf 13 oktober 2023 op Netflix te zien.